# Francisco Antonio Pavón
Francisco Antonio Pavón Rodríguez (* 28. Januar 1977 in La Ceiba) ist ein ehemaliger honduranischer Fußballspieler.

## Karriere

### Verein
Pavón begann seine Karriere beim CD Victoria. Zur Saison 1999/2000 wechselte er zum österreichischen Regionalligisten BSV Bad Bleiberg. Mit den Kärntnern stieg er zu Saisonende in die zweite Liga auf. Sein Debüt in der zweithöchsten Spielklasse gab er im Juli 2000, als er am ersten Spieltag der Saison 2000/01 gegen den DSV Leoben in der Startelf stand. Im Oktober 2000 erzielte er bei einem 5:2-Sieg gegen den SC Untersiebenbrunn sein erstes Tor in der zweiten Liga. In zwei Spielzeiten in der zweithöchsten österreichischen Spielklasse absolvierte er 62 Spiele und erzielte dabei zwölf Tore.
Zur Saison 2002/03 kehrte Pavón nach Honduras zurück und schloss sich dem CD Motagua an. Zur Saison 2004/05 wechselte er zum Platense FC. zwischen 2005 und 2007 spielte er für den CDS Vida. Im Januar 2008 wechselte er nach Guatemala zum Club Xelajú MC. Zur Saison 2009/10 kehrte er wieder zu Vida zurück, wo er 2012 seine Karriere schließlich auch beendete.

### Nationalmannschaft
Pavón debütierte im November 1999 in einem Testspiel gegen Trinidad und Tobago für die honduranische Nationalmannschaft. Im Februar 2000 nahm er mit Honduras auch am Gold Cup teil, bei dem er mit den Honduranern im Viertelfinale an Peru scheiterte. Pavón kam in allen drei Spielen seines Landes zum Einsatz.
Im September 2000 nahm er mit der Olympiaauswahl auch an den Olympischen Sommerspielen in Sydney teil. Er kam während des Fußballturniers zu drei Einsätzen für die Honduraner, die jedoch als Dritter der Gruppe A bereits in der Vorrunde ausschieden.
Mit der A-Nationalmannschaft nahm er 2003 an der Zentralamerikameisterschaft teil und wurde Vierter. Das letzte Spiel bei der Zentralamerikameisterschaft war zugleich auch sein letztes Länderspiel, in insgesamt 16 Länderspielen zwischen 1999 und 2003 erzielte er ein Tor.